# 戦慄の王女

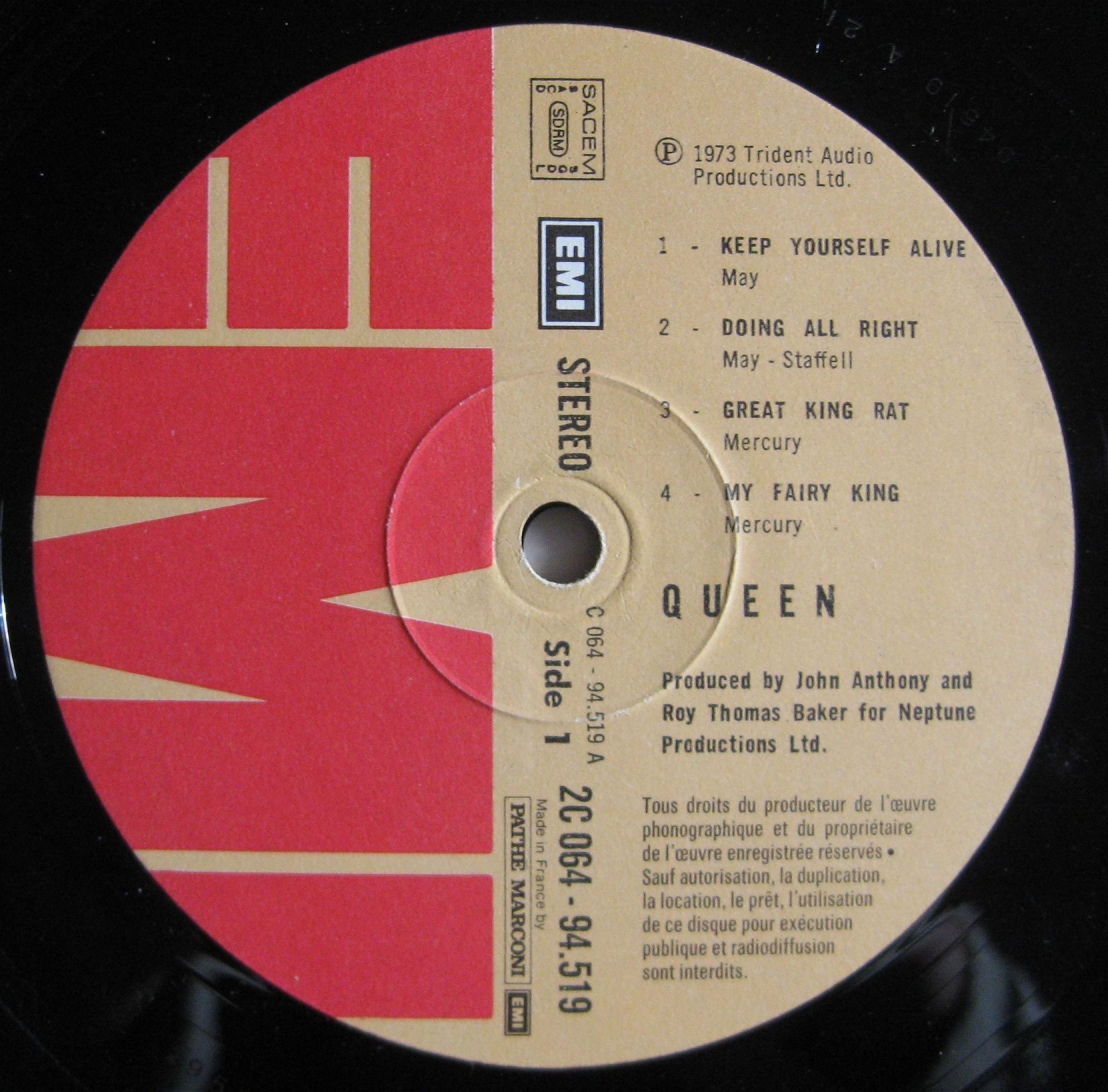
LPのA面

『戦慄の王女』 (Queen) は、イギリスのロックバンド、クイーンのデビュー・アルバム。全英24位、全米83位を記録。
本来なら「QUEEN」は「女王」と訳されるべきだが、本作の邦題では「王女」となっている。これについては当時のレコード会社の担当者が「雰囲気で『女王』の使用を避けた」ためと語っている。

## 解説
1971年2月、ジョン・ディーコンが加入したことでメンバーが固まったバンドは、9月にデ・レーン・リー・スタジオの導入機材のテストを担当することと引き換えに、無料でデモテープを製作する権利を得る。ルイ・オースティンのプロデュースの元レコーディングが進められ、ここで「炎のロックンロール」、「グレイト・キング・ラット」、「ザ・ナイト・カムズ・ダウン」、「ライアー」、「ジーザス」が録音された。その後、バンドはマネージメント会社・トライデントと契約を結び、1972年夏頃からトライデント・スタジオにて、ジョン・アンソニーおよびロイ・トーマス・ベイカーのプロデュースの元、本格的なアルバム製作に取り掛かる。同スタジオではデヴィッド・ボウイやローリング・ストーンズも作業しており、クイーンは空き時間にしかスタジオを使えなかったが、それでも1973年1月までにはほぼ完成した。本作に収録された楽曲は「ザ・ナイト・カムズ・ダウン」を除き、すべてトライデント・スタジオで録音されたものである。
何重にもオーバーダブされたコーラスやギター・オーケストレーション、クラシック音楽を基調としたメロディ・ラインやドラマチックな曲展開など、クイーンのオリジナリティはこの時点ですでに備わっていたと言える。アルバムに「...and nobody played synthesizer（誰もシンセサイザーを演奏していない）」と明記されているのも、彼らのサウンドへの強い自負の表れとも言えるが、この緻密な音造りは、プロデューサーのベイカーの影響が強い。また、ディーコンの名前の表記が「ディーコン・ジョン」になっているが、これはクレジットミスではなく、メンバーの意図によるものである。だがディーコン本人が「僕の名前はジョン・ディーコンだ! 直してくれ!」と激怒したため、次作の『クイーン II』では「ジョン・ディーコン」に戻されている。

## ジャケット
ジャケット・デザインはフレディ・マーキュリーとブライアン・メイ、そしてジャケット写真を撮影したダグラス・パディフットによる。表ジャケットのバンドのロゴはマーキュリーがデザインした。ジャケットのデザインは基本的に全世界共通だが、国によっては色合いやバンドのロゴの位置が異なるものもあった。CD時代になってからは全てイギリス版のデザインに統一されている。

## 評価
イギリスではリリースされた1973年のうちにはチャート・インすることはなく、次作『クイーンII』のヒットに乗る形で1974年3月30日付で47位に初ランクイン、1976年2月7日付および2月21日付の24位が最高位である。アメリカではイギリスよりも早くチャート・インしたが83位に留まった（1974年2月2日付）。
リリース当初のイギリスでは、複雑な曲構成やふんだんに使用されたエフェクトが批評家筋から嫌われ、中には「こんなものが売れたら帽子でも何でも食ってやる」と叩く批評家もいたが、アメリカではおおむね高評価を受けた。ローリング・ストーン誌は「このファンキーでエネルギッシュなイギリスの4人組は、レッド・ツェッペリンが放棄したヘヴィメタルの王座を狙えるだけのツールがあり、ロック界に大きな影響を与える勢力になることは疑いようがない」と賞賛し、ウィニペグ・フリープレスも「彼らは一番新しいイギリスのスーパースター候補である。彼らが大きな成功を収めても驚かない」とバンドを称えた。
メンバーの自己評価はあまり高くなく、メイは「製作に時間がかかりすぎ、アルバムを出す頃には音楽シーンが大きく変わってしまった。ちょっと期待外れだったね」と語り、ロジャー・テイラーも「気に入らない点はたくさんあるよ…ドラムの音とかね」と不満を漏らしている。

## リイシュー
1994年、パーロフォンよりデジタルリマスター版が、2001年には日本限定で24ビットデジタルリマスター版がリリースされた。2011年、ハリウッド・レコードより最新リマスター版を発表。リミテッド・エディションのボーナスEPには、これまで未発表だった1971年にデ・レーン・リー・スタジオで録音されたデモ音源が収録された。
2024年10月25日に本作が発表から半世紀以上を経て、ジャスティン・シャーリー=スミス、ジョシュア・J・マクレー、クリス・フレドリクソンの手によってリミックス及び修復を施され、バンドが長年望んでいたサウンドとした、最新リミックス&リマスター仕様として再発売された。このリミックス&リマスター盤にはCD1枚のみのスタンダード・エディションの他、CD2枚組のデラックス・エディション、6CD+LPのコレクターズエディションも発売されている。
DISC 1とLP(日本盤のみSHM-CD仕様)はジャスティン・シャーリー=スミス、ジョシュア・J・マクレー、クリス・フレドリクソンが手がけた2024年リミックス&リマスター音源仕様で、オリジナル発売時には収録されなかった「マッド・ザ・スワイン」が追加収録され、本来予定されていた曲順で構成されている。
DISC 2「ディ・レーン・リー・デモ - 2024ミックス」にはアルバム制作に先立ってバンドが録音していたデモ音源の最新リミックス&リマスター音源、DISC 3「 戦慄の王女 (クイーン I) セッション」には倉庫から発見されたマルチ・トラック・テープを元に制作された別バージョンやラフ・ミックス、デモ音源など未発表音源、DISC 4「戦慄の王女 (クイーン I) バッキング・トラック」には本作収録曲のリード・ヴォーカル抜きのバッキング・トラック、DISC 5「戦慄の王女 (クイーン I) アット・ザ・BBC」にはイギリスのラジオ局、BBCでオンエアされたライヴ音源、DISC 6「戦慄の王女 (クイーンI) ライヴ」には発売の翌年に行った、クイーンが本国で初めて行った単独ツアー「Queen II Tour」のレインボー・シアター公演から本作の収録曲のみを選曲、更には未発表ライヴ音源などが収録されている。

## 収録曲
特記を除き、リード・ボーカルはフレディ・マーキュリーが担当。
| #  | タイトル                                          | 作詞・作曲                 | リード・ボーカル | 時間 |
| -- | ------------------------------------------------- | -------------------------- | ---------------- | ---- |
| 1. | 「炎のロックンロール」(Keep Yourself Alive)       | ブライアン・メイ           |                  | 3:47 |
| 2. | 「ドゥーイング・オール・ライト」(Doing All Right) | メイ、ティム・スタッフェル |                  | 4:09 |
| 3. | 「グレイト・キング・ラット」(Great King Rat)      | フレディ・マーキュリー     |                  | 5:43 |
| 4. | 「マイ・フェアリー・キング」(My Fairy King)       | マーキュリー               |                  | 4:13 |

| #         | タイトル                                                         | 作詞・作曲         | リード・ボーカル | 時間  |
| --------- | ---------------------------------------------------------------- | ------------------ | ---------------- | ----- |
| 5.        | 「ライアー」(Liar)                                               | マーキュリー       |                  | 6:25  |
| 6.        | 「ザ・ナイト・カムズ・ダウン」(The Night Comes Down)             | メイ               |                  | 4:23  |
| 7.        | 「モダン・タイムス・ロックン・ロール」(Modern Times Rock'n'Roll) | ロジャー・テイラー | テイラー         | 1:49  |
| 8.        | 「サン・アンド・ドーター」(Son and Daughter)                     | メイ               |                  | 3:23  |
| 9.        | 「ジーザス」(Jesus)                                              | マーキュリー       |                  | 3:44  |
| 10.       | 「輝ける7つの海 (インストゥルメンタル)」(Seven Seas of Rhye…)    | マーキュリー       |                  | 1:17  |
| 合計時間: | 合計時間:                                                        | 合計時間:          | 合計時間:        | 38:53 |

| #         | タイトル                                                                                   | 作詞・作曲   | 時間  |
| --------- | ------------------------------------------------------------------------------------------ | ------------ | ----- |
| 11.       | 「マッド・ザ・スワイン」(Mad the Swine)                                                    | マーキュリー | 3:20  |
| 12.       | 「炎のロックンロール (ロング・ロスト・リテイク)」(Keep Yourself Alive (long lost re-take)) | メイ         | 4:04  |
| 13.       | 「ライアー (1991 ボーナス・リミックス)」(Liar (1991 Bonus Remix))                          | マーキュリー | 6:25  |
| 合計時間: | 合計時間:                                                                                  | 合計時間:    | 52:42 |

| #         | タイトル | 作詞・作曲   | 時間  |
| --------- | --- | ------------ | ----- |
| 1.        | 「炎のロックンロール (デ・レーン・リー・スタジオ・デモ 1971/12)」(Keep Yourself Alive (De Lane Lea Demo, December 1971))          | メイ         | 3:51  |
| 2.        | 「ザ・ナイト・カムズ・ダウン (デ・レーン・リー・スタジオ・デモ 1971/12)」(The Night Comes Down (De Lane Lea Demo, December 1971)) | メイ         | 4:25  |
| 3.        | 「グレイト・キング・ラット (デ・レーン・リー・スタジオ・デモ 1971/12)」(Great King Rat (De Lane Lea Demo, December 1971))         | マーキュリー | 6:09  |
| 4.        | 「ジーザス (デ・レーン・リー・スタジオ・デモ 1971/12)」(Jesus (De Lane Lea Demo, December 1971))                                  | マーキュリー | 5:07  |
| 5.        | 「ライアー (デ・レーン・リー・スタジオ・デモ 1971/12)」(Liar (De Lane Lea Demo, December 1971))                                   | マーキュリー | 7:55  |
| 6.        | 「マッド・ザ・スワイン」(Mad the Swine (June 1972))                                                                               | マーキュリー | 3:22  |
| 合計時間: | 合計時間: | 合計時間:    | 30:49 |

| #  | タイトル | 作詞 | 作曲・編曲 |
| -- | --- | ---- | ---------- |
| 7. | 「サン・アンド・ドーター (ライブ・アット・ザ・ハマースミス 1975)」(Son and Daughter (Live At The Hammersmith Odeon, London /1975)) |      |            |
| 8. | 「輝ける7つの海 (ライヴ・アット・ザ・レインボー 1974年)」(Liar (live at The Rainbow, London / 1974))                               |      |            |
| 9. | 「炎のロックンロール」(Keep Yourself Alive (Filmed At St John's Wood Studios, London / 1973))                                      |      |            |

### コレクターズ・エディション
| #   | タイトル                                                         | 作詞・作曲                 | リード・ボーカル |
| --- | ---------------------------------------------------------------- | -------------------------- | ---------------- |
| 1.  | 「炎のロックンロール」(Keep Yourself Alive)                      | メイ                       |                  |
| 2.  | 「ドゥーイング・オール・ライト」(Doing All Right)                | メイ、ティム・スタッフェル |                  |
| 3.  | 「グレイト・キング・ラット」(Great King Rat)                     | マーキュリー               |                  |
| 4.  | 「マッド・ザ・スワイン」(Mad the Swine)                          | マーキュリー               |                  |
| 5.  | 「マイ・フェアリー・キング」(My Fairy King)                      | マーキュリー               |                  |
| 6.  | 「ライアー」(Liar)                                               | マーキュリー               |                  |
| 7.  | 「ザ・ナイト・カムズ・ダウン」(The Night Comes Down)             | メイ                       |                  |
| 8.  | 「モダン・タイムス・ロックン・ロール」(Modern Times Rock'n'Roll) | テイラー                   | テイラー         |
| 9.  | 「サン・アンド・ドーター」(Son and Daughter)                     | メイ                       |                  |
| 10. | 「ジーザス」(Jesus)                                              | マーキュリー               |                  |
| 11. | 「輝ける7つの海 (インストゥルメンタル)」(Seven Seas of Rhye…)    | マーキュリー               |                  |

| #         | タイトル                                                         | 作詞・作曲                 | リード・ボーカル | 時間  |
| --------- | ---------------------------------------------------------------- | -------------------------- | ---------------- | ----- |
| 1.        | 「炎のロックンロール」(Keep Yourself Alive)                      | メイ                       |                  | 3:45  |
| 2.        | 「ドゥーイング・オール・ライト」(Doing All Right)                | メイ、ティム・スタッフェル |                  | 4:10  |
| 3.        | 「グレイト・キング・ラット」(Great King Rat)                     | マーキュリー               |                  | 5:45  |
| 4.        | 「マッド・ザ・スワイン」(Mad the Swine)                          | マーキュリー               |                  | 3:20  |
| 5.        | 「マイ・フェアリー・キング」(My Fairy King)                      | マーキュリー               |                  | 4:11  |
| 6.        | 「ライアー」(Liar)                                               | マーキュリー               |                  | 6:26  |
| 7.        | 「ザ・ナイト・カムズ・ダウン」(The Night Comes Down)             | メイ                       |                  | 4:21  |
| 8.        | 「モダン・タイムス・ロックン・ロール」(Modern Times Rock'n'Roll) | テイラー                   | テイラー         | 1:48  |
| 9.        | 「サン・アンド・ドーター」(Son and Daughter)                     | メイ                       |                  | 3:23  |
| 10.       | 「ジーザス」(Jesus)                                              | マーキュリー               |                  | 3:42  |
| 11.       | 「輝ける7つの海 (インストゥルメンタル)」(Seven Seas of Rhye…)    | マーキュリー               |                  | 1:19  |
| 合計時間: | 合計時間:                                                        | 合計時間:                  | 合計時間:        | 42:10 |

| #         | タイトル | 作詞  | 作曲・編曲 | 時間 |
| --------- | --- | ----- | ---------- | ---- |
| 1.        | 「炎のロックンロール (デ・レーン・リー・スタジオ・デモ 1971/12)」(Keep Yourself Alive (De Lane Lea Demo, December 1971))          |       |            | 3:49 |
| 2.        | 「ザ・ナイト・カムズ・ダウン (デ・レーン・リー・スタジオ・デモ 1971/12)」(The Night Comes Down (De Lane Lea Demo, December 1971)) |       |            | 4:23 |
| 3.        | 「グレイト・キング・ラット (デ・レーン・リー・スタジオ・デモ 1971/12)」(Great King Rat (De Lane Lea Demo, December 1971))         |       |            | 6:13 |
| 4.        | 「ジーザス (デ・レーン・リー・スタジオ・デモ 1971/12)」(Jesus (De Lane Lea Demo, December 1971))                                  |       |            | 5:06 |
| 5.        | 「ライアー (デ・レーン・リー・スタジオ・デモ 1971/12)」(Liar (De Lane Lea Demo, December 1971))                                   |       |            | 8:00 |
| 合計時間: | 合計時間: | 27:31 |            |      |

| #         | タイトル | 作詞・作曲                 | 時間  |
| --------- | --- | -------------------------- | ----- |
| 1.        | 「炎のロックン・ロール (トライデント・テイク13 - 未使用マスター) 」(Keep Yourself Alive (Trident Take 13 -Unused Master))                                    | メイ                       | 4:19  |
| 2.        | 「ドゥーイング・オール・ライト (トライデント・テイク1 with ガイド・ヴォーカル) 」(Doing All Right (Trident Take 1 with Guide Vocal))                         | メイ、ティム・スタッフェル | 4:25  |
| 3.        | 「グレイト・キング・ラット (ディ・レーン・リー・テイク1 with ガイド・ヴォーカル) 」(Great King Rat (De Lane Lea Take 1 with Guide Vocal))                    | マーキュリー               | 5:48  |
| 4.        | 「マッド・ザ・スワイン (トライデント・テイク3 with ガイド・ヴォーカル) 」(Mad The Swine (Trident Take 3 with Guide Vocal))                                   | マーキュリー               | 4:21  |
| 5.        | 「マイ・フェアリー・キング (トライデント・バッキング・トラック・イン・デベロップメント) 」(My Fairy King (Trident Backing Track In Development))             | マーキュリー               | 6:03  |
| 6.        | 「ライアー (トライデント・テイク1 - 未使用マスター) 」(Liar (Trident Take 1 – Unused Master))                                                                | マーキュリー               | 6:49  |
| 7.        | 「ザ・ナイト・カムズ・ダウン (ディ・レーン・リー・テイク1 & 2 - with ガイド・ヴォーカル) 」(The Night Comes Down (De Lane Lea Takes 1 & 2 with Guide Vocal)) | メイ                       | 5:33  |
| 8.        | 「モダン・タイムス・ロックン・ロール (トライデント・テイク8 & 9) 」(Modern Times Rock'n'Roll (Trident Takes 8 & 9))                                          | テイラー                   | 2:51  |
| 9.        | 「サン・アンド・ドーター(トライデント・テイク1 & 2 with ガイド・ヴォーカル) 」(Son And Daughter (Trident Takes 1 & 2 with Guide Vocal))                      | メイ                       | 4:22  |
| 10.       | 「ジーザス(ディ・レーン・リー・テイク2 with ガイド・ヴォーカル) 」(Jesus (De Lane Lea Take 2 with Guide Vocal))                                              | マーキュリー               | 5:38  |
| 11.       | 「輝ける7つの海 (インストゥルメンタル) (トライデント・テイク3)」(Seven Seas of Rhye… (Trident Take 3))                                                       | マーキュリー               | 1:38  |
| 12.       | 「シー・ホワット・ア・フール・アイヴ・ビーン (ディ・レーン・リー・テスト・セッション) 」(See What a Fool I've Been (De Lane Lea Test Session))               | メイ                       | 6:10  |
| 合計時間: | 合計時間: | 合計時間:                  | 57:57 |

| #         | タイトル                                                                                                | 作詞  | 作曲・編曲 | 時間 |
| --------- | --- | ----- | ---------- | ---- |
| 1.        | 「炎のロックンロール (インストゥルメンタル)」(Keep Yourself Alive (Instrumental))                       |       |            | 3:45 |
| 2.        | 「ドゥーイング・オール・ライト (バッキング・トラック)」(Doing All Right (Backing Track))                |       |            | 4:10 |
| 3.        | 「グレイト・キング・ラット (バッキング・トラック)」(Great King Rat (Backing Track))                     |       |            | 5:45 |
| 4.        | 「マッド・ザ・スワイン (バッキング・トラック)」(Mad the Swine (Backing Track))                          |       |            | 3:20 |
| 5.        | 「マイ・フェアリー・キング (バッキング・トラック)」(My Fairy King (Backing Track))                      |       |            | 4:11 |
| 6.        | 「ライアー (インストゥルメンタル)」(Liar (Backing Track))                                               |       |            | 6:26 |
| 7.        | 「ザ・ナイト・カムズ・ダウン (バッキング・トラック)」(The Night Comes Down (Backing Track))             |       |            | 4:21 |
| 8.        | 「モダン・タイムス・ロックン・ロール (バッキング・トラック)」(Modern Times Rock'n'Roll (Backing Track)) |       |            | 1:48 |
| 9.        | 「サン・アンド・ドーター (インストぅメンタル)」(Son and Daughter (Instrumental))                        |       |            | 3:23 |
| 10.       | 「ジーザス (バッキング・トラック)」(Jesus (Backing Track))                                              |       |            | 3:42 |
| 11.       | 「輝ける7つの海 (2024 ミックス)」(Seven Seas of Rhye… (2024 Mix))                                       |       |            | 1:19 |
| 合計時間: | 合計時間:                                                                                               | 42:10 |            |      |

| #         | タイトル | 作詞  | 作曲・編曲 | 時間 |
| --------- | --- | ----- | ---------- | ---- |
| 1.        | 「マイ・フェアリー・キング (BBCセッション1、1973年2月)」(My Fairy King (BBC Session 1, February 1973))                       |       |            | 4:16 |
| 2.        | 「炎のロックン・ロール (BBCセッション1、1973年2月)」(Keep Yourself Alive (BBC Session 1, February 1973))                     |       |            | 3:53 |
| 3.        | 「ドゥーイング・オール・ライト (BBCセッション1、1973年2月)」(Doing All Right (BBC Session 1, February 1973))                 |       |            | 4:17 |
| 4.        | 「ライアー (BBCセッション1、1973年2月) 」(Liar (BBC Session 1, February 1973))                                               |       |            | 6:35 |
| 5.        | 「炎のロックン・ロール (BBCセッション2、1973年7月)」(Keep Yourself Alive (BBC Session 2, July 1973))                         |       |            | 3:56 |
| 6.        | 「ライアー (BBCセッション2、1973年7月)」(Liar (BBC Session 2, July 1973))                                                    |       |            | 6:37 |
| 7.        | 「サン・アンド・ドーター (BBCセッション2、1973年7月)」(Son And Daughter (BBC Session 2, July 1973))                          |       |            | 6:11 |
| 8.        | 「モダン・タイムス・ロックン・ロール (BBCセッション3、1973年12月)」(Modern Times Rock'n'Roll (BBC Session 3, December 1973)) |       |            | 2:06 |
| 9.        | 「グレイト・キング・ラット (BBCセッション3、1973年12月)」(Great King Rat (BBC Session 3, December 1973))                     |       |            | 5:57 |
| 10.       | 「サン・アンド・ドーター (BBCセッション3、1973年12月)」(Son And Daughter (BBC Session 3, December 1973))                     |       |            | 7:14 |
| 11.       | 「モダン・タイムス・ロックン・ロール (BBCセッション4、1974年4月)」(Modern Times Rock'n'Roll (BBC Session 4, April 1974))     |       |            | 2:53 |
| 合計時間: | 合計時間: | 53:55 |            |      |

| #         | タイトル | 作詞・作曲                               | 時間  |
| --------- | --- | ---------------------------------------- | ----- |
| 1.        | 「サン・アンド・ドーター (ライヴ・アット・ザ・レインボー、1974年3月)」(Son And Daughter (Live at the Rainbow, March 1974))                        | メイ                                     | 3:48  |
| 2.        | 「ギター・ソロ (ライヴ・アット・ザ・レインボー、1974年3月)」(Guitar Solo (Live at the Rainbow, March 1974))                                       | メイ                                     | 2:25  |
| 3.        | 「サン・アンド・ドーター (リプライズ) (ライヴ・アット・ザ・レインボー、1974年3月)」(Son And Daughter (Reprise) (Live at the Rainbow, March 1974)) | メイ                                     | 1:51  |
| 4.        | 「グレイト・キング・ラット (ライヴ・アット・ザ・レインボー、1974年3月)」(Great King Rat (Live at the Rainbow, March 1974))                        | マーキュリー                             | 6:49  |
| 5.        | 「炎のロックンロール (ライヴ・アット・ザ・レインボー、1974年3月)」(Keep Yourself Alive (Live at the Rainbow, March 1974))                         | メイ                                     | 2:22  |
| 6.        | 「ドラム・ソロ (ライヴ・アット・ザ・レインボー、1974年3月)」(Drums Solo (Live at the Rainbow, March 1974))                                        | メイ                                     | 0:27  |
| 7.        | 「炎のロックンロール (リプライズ) (ライヴ・アット・ザ・レインボー、1974年3月)」(Keep Yourself Alive (Reprise) (Live at the Rainbow, March 1974))  | メイ                                     | 1:18  |
| 8.        | 「モダン・タイムス・ロックン・ロール (ライヴ・アット・ザ・レインボー、1974年3月)」(Modern Times Rock'n'Roll (Live at the Rainbow, March 1974))    | テイラー                                 | 2:41  |
| 9.        | 「ライアー (ライヴ・アット・ザ・レインボー、1974年3月)」(Liar (Live at the Rainbow, March 1974))                                                  | マーキュリー                             | 7:47  |
| 10.       | 「ハングマン (ライヴ・イン・サンディエゴ、1976年3月)」(Hangman (Live in San Diego, March 1976))                                                   | クイーン                                 | 4:25  |
| 11.       | 「ドゥーイング・オール・ライト (ライヴ・イン・サンディエゴ、1976年3月)」(Doing All Right (Live in San Diego, March 1976))                         | メイ、ティム・スタッフェル               | 4:25  |
| 12.       | 「ジーザス (ライヴ・アット・インペリアル・カレッジ、1970年8月)」(Jesus (Live at Imperial College, August 1970))                                   | マーキュリー                             | 5:41  |
| 13.       | 「アイム・ア・マン (ライヴ・アット・インペリアル・カレッジ、1970年8月)」(I'm A Man (Live at Imperial College, August 1970))                       | スティーヴ・ウィンウッド、ジミー・ミラー | 4:42  |
| 合計時間: | 合計時間: | 合計時間:                                | 48:41 |

## パーソネル
※特記なき限り、アルバム記載のクレジットに準拠
クイーン
- フレディ・マーキュリー - ボーカル、ピアノ、ハモンドオルガン（#5）[13]、アートワーク
- ブライアン・メイ - ギター、ピアノ（#2）、アートワーク
- ロジャー・メドウズ・テイラー - ドラムス、パーカッション、ボーカル（#7）
- ディーコン・ジョン - エレクトリックベース

スタッフ
- ジョン・アンソニー - プロデューサー
- ロイ・トーマス・ベイカー - プロデューサー、レコーディング・エンジニア
- マイク・ストーン、テッド・シャープ、デヴィッド・ヘンツェル、ルイス・オースティン - レコーディング・エンジニア
- ジョン・ハリス - 機材監督
- ダグラス・パディフット - 写真、アートワーク